# Vem Dançar
"Vem Dançar (Let's Dance)" é uma canção do girl group brasileiro Rouge, lançada como terceiro single do terceiro álbum de estúdio das meninas, Blá Blá Blá (2004). A faixa foi lançada como terceiro single do álbum em 20 de outubro de 2004. A faixa conseguiu entrar nas paradas de sucesso, alcançando a posição de número 61. A canção é uma versão da canção "Let's Dance", gravada originalmente pela australiana Nikki Webster. A versão em português foi escrita pelas próprias garotas, com a ajuda de Milton Guedes na composição e de Rick Bonadio na produção.
A canção foi promovida em inúmeros programas de TV, como o Sabadaço, Superpop, Hebe, Show do Tom, entre outros, as meninas participaram do filme Eliana em o Segredo dos Golfinhos, cantando e dançando um trecho da canção. O grupo também cantou a canção na Blá Blá Blá Tour (2004), no Chá Rouge (2017), com nova coreografia, e também na Turnê Rouge 15 Anos (2018), sendo, nesta última, totalmente repaginada com sonoras e passos de funk e trechos de Wanna Be Startin’ Somethin’, de Michael Jackson.

## Composição
|                                                    | "Vem Dançar" Trecho de 24 segundos de "Vem Dançar". |
| Problemas para escutar este arquivo? Veja a ajuda. |                                                     |

"Vem Dançar" é uma versão da canção "Let's Dance" da cantora australiana Nikki Webster, composta por Delta Goodrem, Mark Holden e Axel Breitung, sendo a terceira canção de Webster a ser regravada pelo grupo (a primeira sendo a versão de "Strawberry Kisses", que se transformou em ''Beijo Molhado'' e ''Heavenly'' que se transformou em ''Me Faz Feliz''). A versão em português foi composta pelas integrantes do grupo, Aline Wirley, Fantine Thó, Karin Hils e Patrícia Lissa, em parceria com Milton Guedes, enquanto Rick Bonadio a produziu. A canção traz elementos da dance music e da música latina.

### Letra
"Vem Dançar" começa com as meninas repetindo a frase, "Let's dance", após um toque dançante, Karin canta o refrão, "Eu danço na chuva, eu danço no mar, eu danço pela rua, em qualquer lugar, eu danço no ritmo que a noite me levar, eu danço pra enfeitiçar, come on, let's dance. A canção também traz em sua letra referência a vários estilos na frase, "rumba, tcha-tcha-tcha, la bamba, uma salsa, um zouk ou samba."

## Divulgação
Para promover a canção, a banda apareceu no filme Eliana em o Segredo dos Golfinhos, da artista Eliana. A canção também foi divulgada em diversos lugares, como no Sabadaço, Superpop, Hebe, Melhor da Tarde, Show do Tom, Sônia e Você, entre outros. "Vem Dançar" também fez parte da setlist da turnê Blá Blá Blá Tour (2004). O grupo também divulgou a canção no prêmio Meus Prêmios Nick.

## Faixas e formatos
Download digital
1. "Vem Dançar" – 3:50